# Stefan Semmler
Stefan Semmler (ur. 5 maja 1952 w Zschopau) – niemiecki wioślarzreprezentujący NRD, dwukrotny medalista olimpijski i pięciokrotny medalista mistrzostw świata.

## Kariera
Wystąpił na igrzyskach olimpijskich w Montrealu w 1976, osada NRD w składzie: Siegfried Brietzke, Andreas Decker, Stefan Semmler i Wolfgang Mager zdobyła złoty medal w czwórkach bez sternika. W finale wyprzedzili Norwegów o 3,80 sekundy i osadę ZSRR o 5,10 sekundy. Brał też udział w igrzyskach olimpijskich w Moskwie w 1980, wspólnie z Jürgenem Thiele, Siegfriedem Brietzke i Andreasem Deckerem zdobywając kolejny złoty medal w czwórkach bez sternika. W finale o 3,64 sekundy wyprzedzili osadę ZSRR i o 8,41 sekundy osadę Wielkiej Brytanii.
W tej samej konkurencji zdobył ponadto złote medale na mistrzostwach świata w Lucernie (1974), mistrzostwach świata w Nottingham (1975), mistrzostwach świata w Amsterdamie (1977) i mistrzostwach świata w Bledzie (1979). W międzyczasie zdobył też srebrny medal na mistrzostwach świata w Cambridge (1978). 
Ponadto wywalczył złoty medal w ósemkach na mistrzostwach Europy w Moskwie (1973). 
W 1976 odznaczony Orderem Zasługi dla Ojczyzny.
Semmler najpierw ukończył inżynierię, jednak po zakończeniu kariery kształcił się na Deutsche Hochschule für Körperkultur w Lipsku. Następnie pracował jako trener.